# 崇德堂 (婺源理坑村)
崇德堂，位于江西省上饶市婺源县江湾镇理坑村，建于清嘉庆年间，二层，为清道光年间余启官在理坑村所建的三座府第之一。门前安放一对旗杆石墩。
余启官（字佐卿，号云溪先生）早期经营茶业；后改业成为庠生，潜心读书；后担任官员光禄大夫。在他人生的三个时期，各建了一座府第：
- 崇德堂，余启官经商时期所建的宅第
- 云溪别墅，余启官成为庠生，潜心读书时期所建的花园式别墅。
- 大夫第，余启官担任官员光禄大夫期间修建。

崇德堂已列为婺源县文物保护单位。